# Mariä Himmelfahrt (Kozlov)

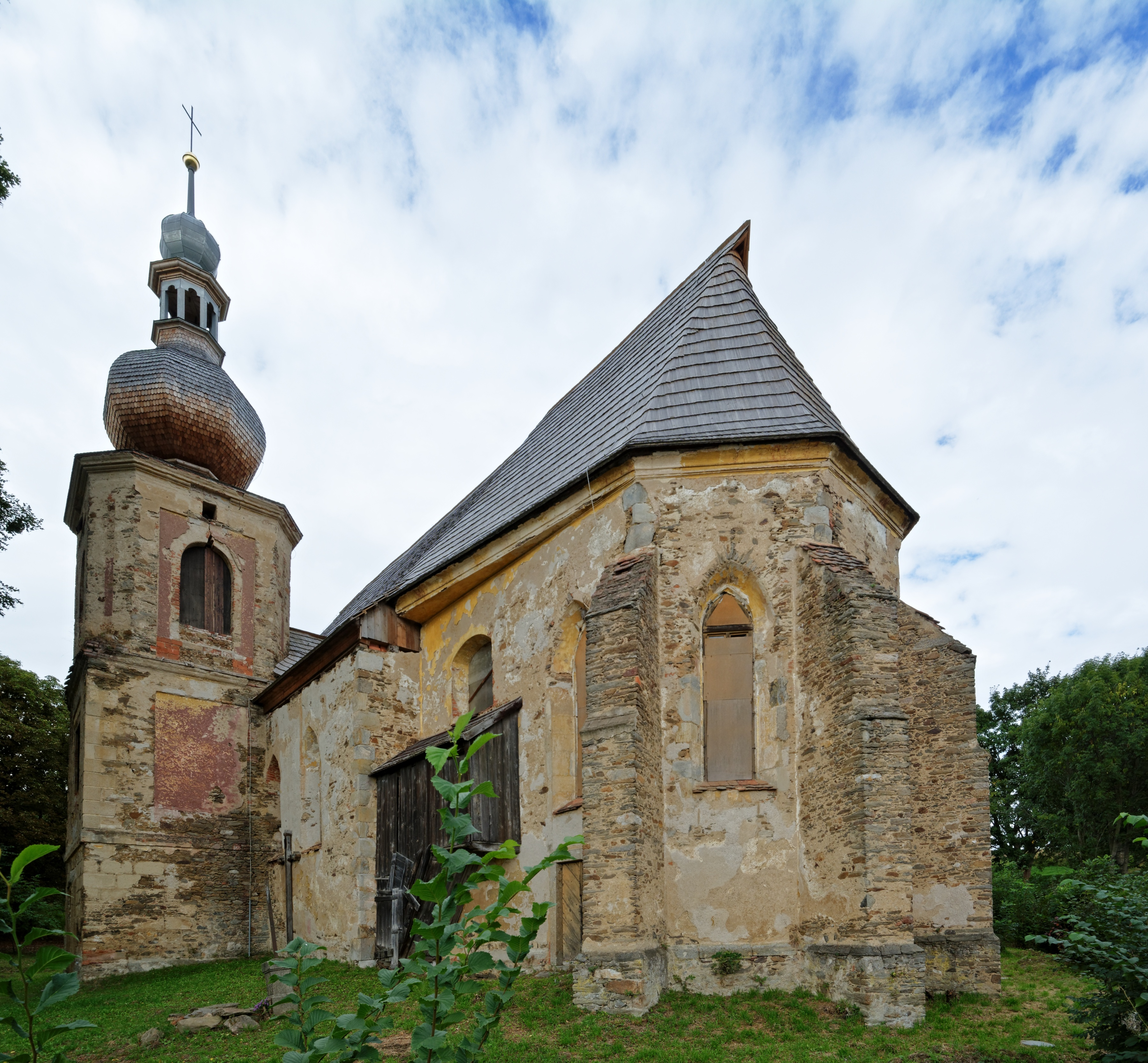
Mariä Himmelfahrt in Kozlov

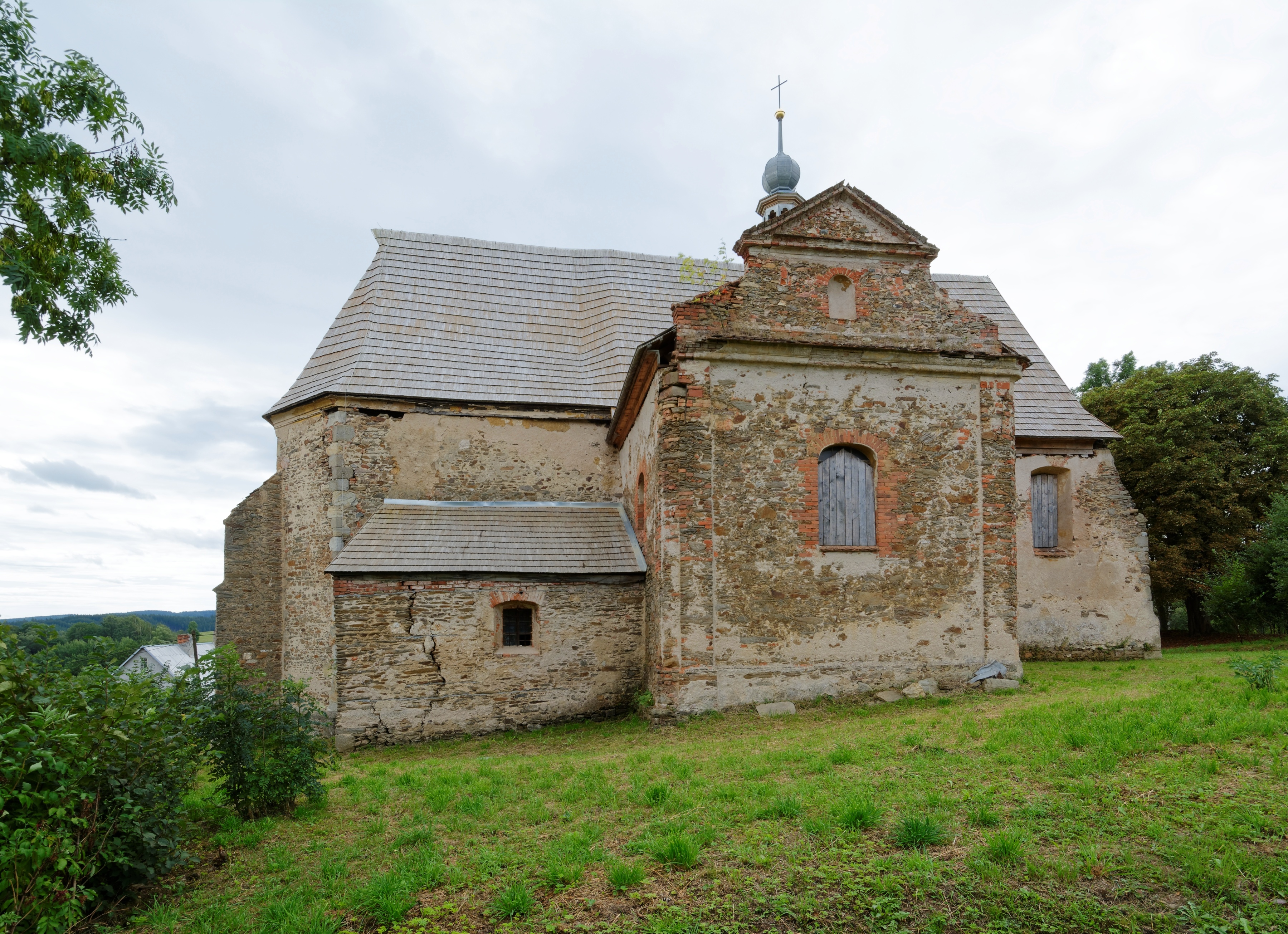
Seitenansicht

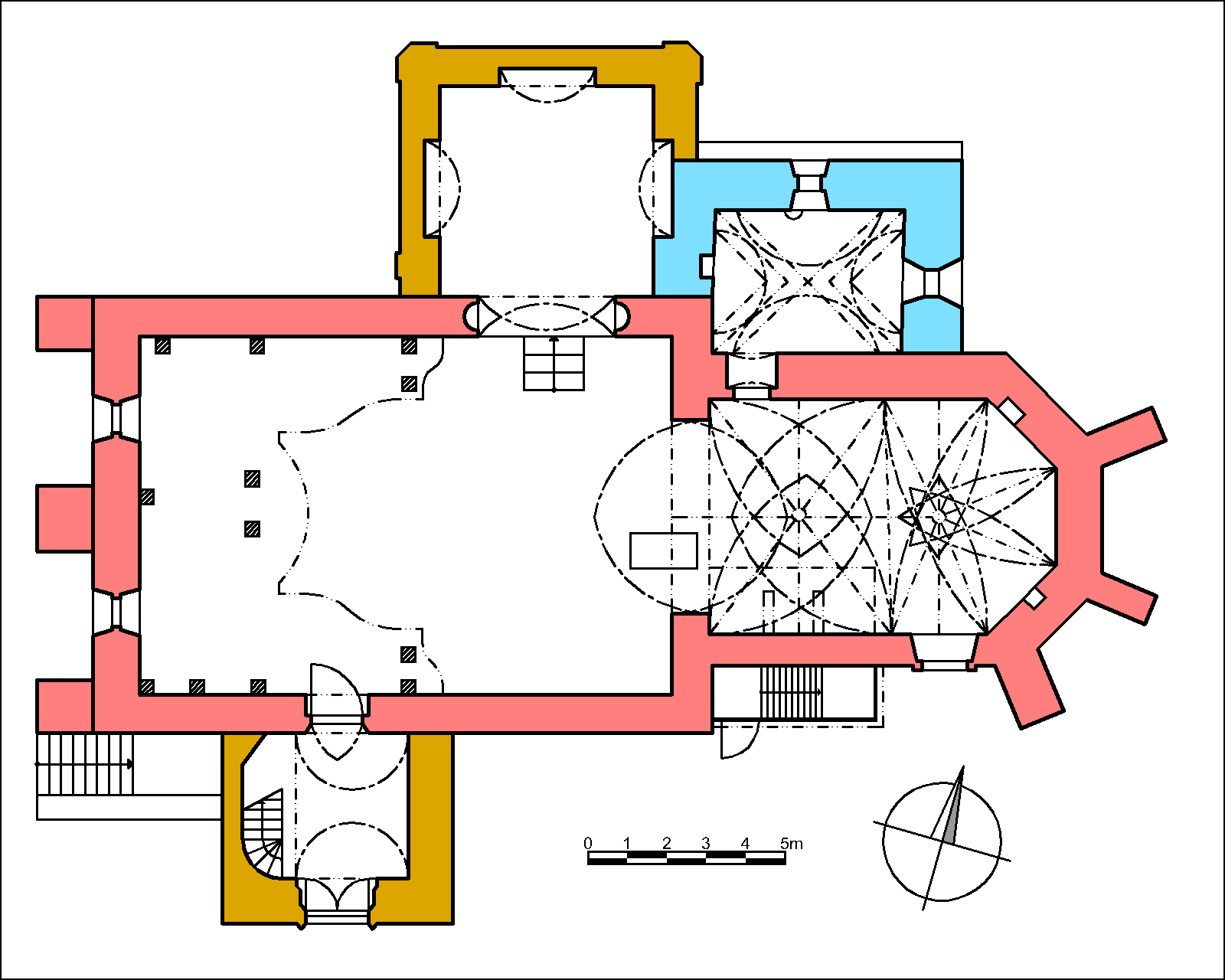
Grundriss

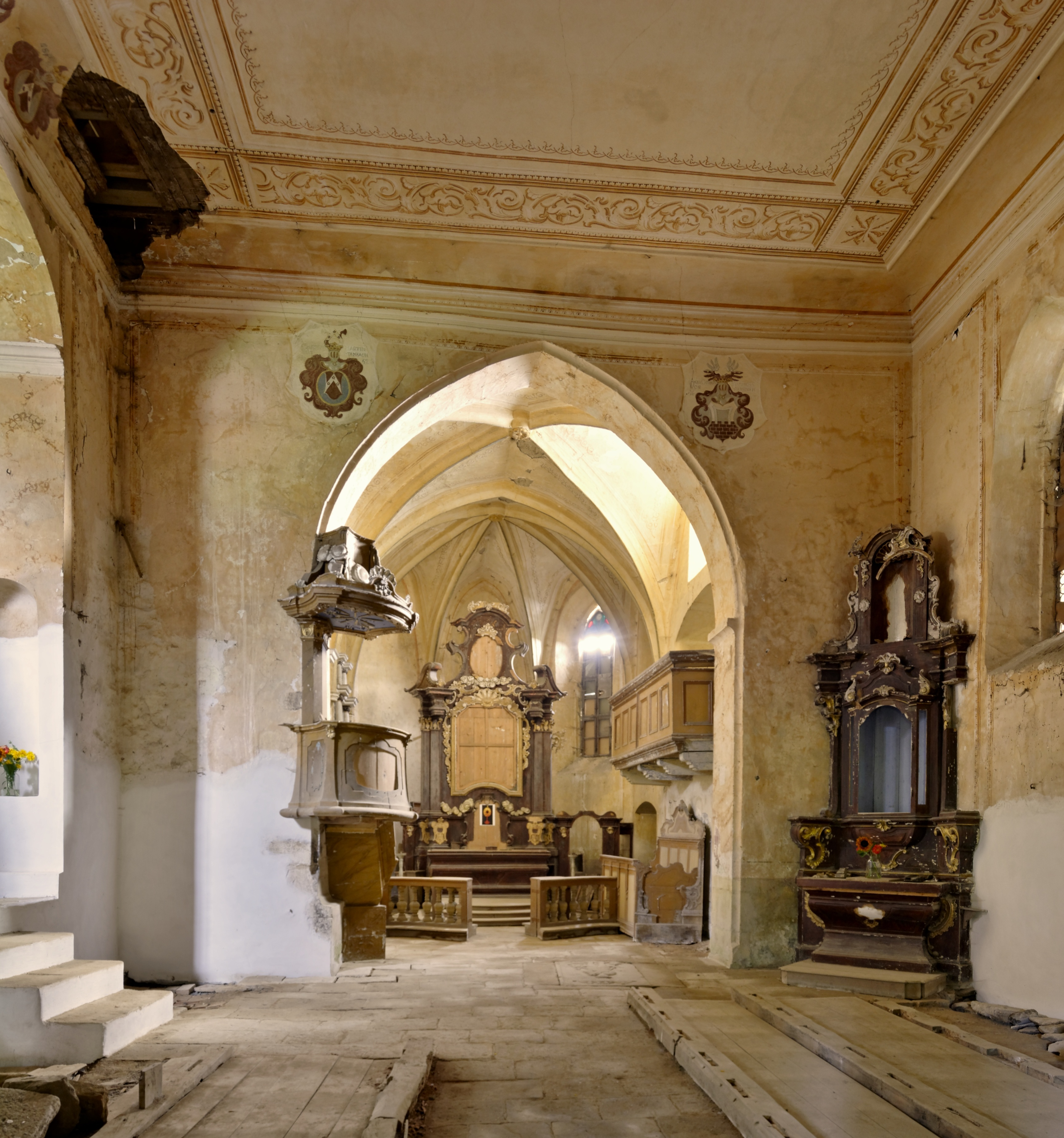
Chor

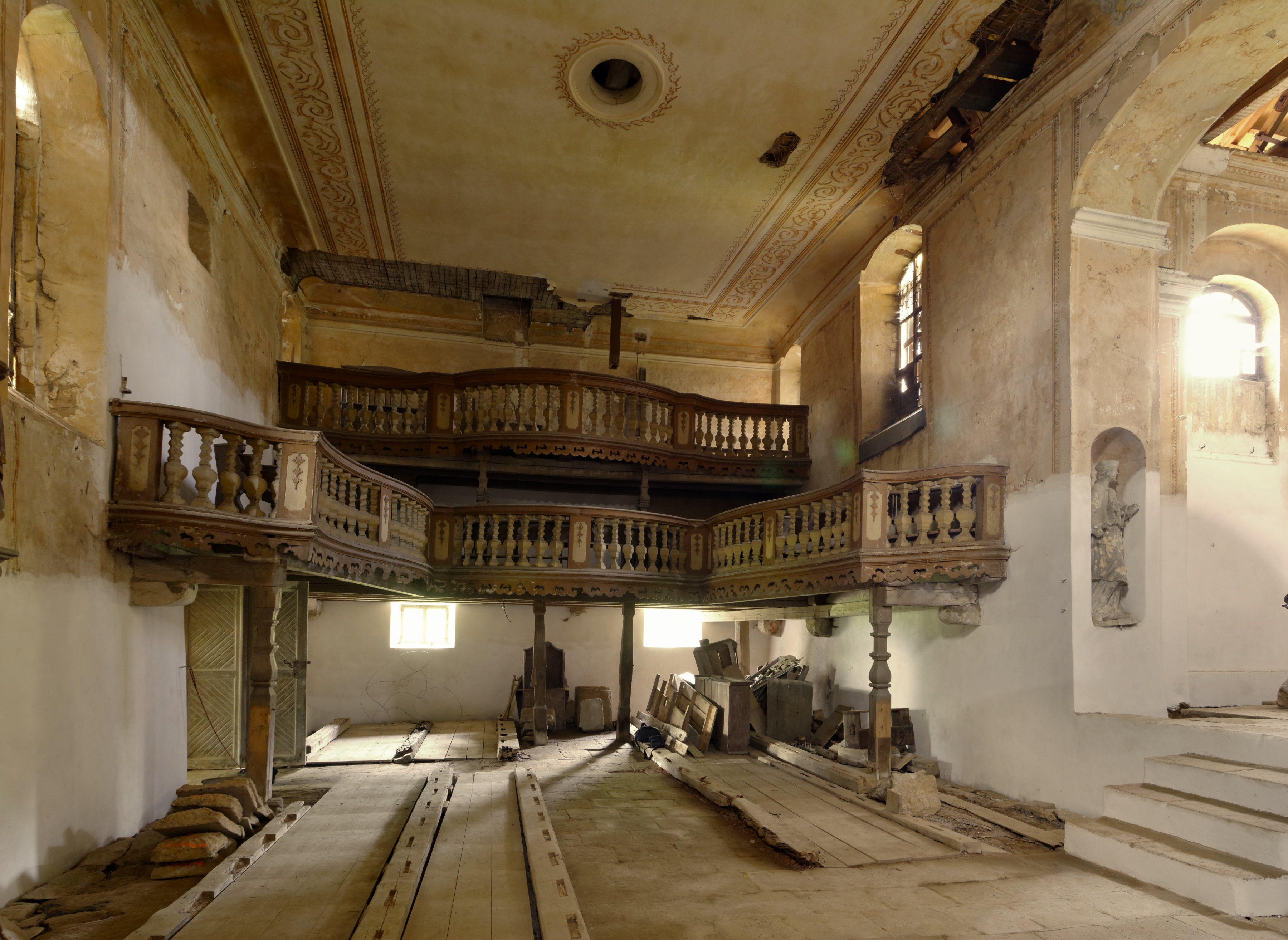
Empore

Die Mariä-Himmelfahrts-Kirche (tschechisch kostel Nanebevzetí Panny Marie) in Kozlov (deutsch Koßlau) ist ein im Kern gotischer Bau aus dem 14. Jahrhundert, der zu Beginn des 18. Jahrhunderts im Barockstil erweitert wurde. Das profanierte Gotteshaus wird seit 1958 in der staatlichen Liste der Kulturdenkmäler geführt.

## Geschichte
Die heutige Kirche auf einem westlich des Dorfes Kozlov gelegenen Bergrücken geht wohl auf eine Gründung des 14. Jahrhunderts zurück und zählt damit zu den ältesten des Umlandes. 1365 werden in einem Dokument als Patrone der Ortskirche „cons de cons. Nyemothe, Prziechanis nec non Johannis de Kozlow“ erwähnt. Als erster Pfarrer ist ein gewisser „Jakob von Kozlov“ bezeugt. Seit 1384 war die Kirche verpflichtet, die halbjährlichen Zehnten von 12 Groschen zu leisten. Während der Hussitenkriege ließ der damalige Grundherr einen brachliegenden Landstreifen, den sogenannten „Rebellenacker“ bebauen und seine Untertanen für die Aussaat gut entlohnen, um zu verhindern, dass sie sich den aufständischen Taboriten anschließen. 1462 war die Pfarrerstelle mit einem Ordensgeistlichen der Kreuzherren mit dem Roten Stern besetzt. In der Reformationszeit erhielt die Kirche einen evangelischen Geistlichen. Durch Zuwanderung und Assimilation wurde die tschechische Sprache verdrängt und Deutsch zur Hauptkommunikationssprache.
Die Patronatsherren von Uttenhofen ließen die Kirche Mitte des 16. Jahrhunderts geringfügig umbauen. Die Kirchenbücher beginnen mit dem Jahr 1618. Im Zuge der Rekatholisierung nach dem Dreißigjährigen Krieg 1624 erhielt die Kirche wieder einen katholischen Geistlichen des Prämonstratenserstiftes Tepl. 1673 wurde vom damaligen Grundherren Adam Ferdinand von Rackel, eine neue große Glocke angeschafft. 1707/08 veranlasste der Gutsbesitzer Franz Ferdinand Veit Pickart Ritter von Grünthal den Bau eines neuen barocken Kirchturms und einer Seitenkapelle. Mitte des 18. Jahrhunderts erhielt die Kirche eine neue Inneneinrichtung im Stil des Rokoko. Der Friedhof neben der Kirche wurde Ende des 19. Jahrhunderts westlich des Dorfes verlegt. Im Ersten Weltkrieg wurden vier Kirchenglocken entnommen, nur die große Glocke aus dem Jahr 1673 verblieb im Kirchturm. 1930 zählte die Pfarrei 1597 Katholiken und 2 Nichtkatholiken. 1933 erhielt die Kirche ein neues Geläut.
Nach der Vertreibung der deutschen Bevölkerung nach dem Zweiten Weltkrieg blieb die Kirche unbenutzt und befand sich folglich in einen renovierungsbedürftigen Zustand. Am 3. Mai 1958 wurde die Kirche in die staatliche Liste der Kulturdenkmäler aufgenommen. Der letzte Gottesdienst fand nach Zeugenaussagen in den 1970er Jahren statt. Danach folgte die Profanierung. Durch mangelnde Pflege ging der Mauerputz verloren und durch Vandalismus auch ein größter Teil des Mobiliars. 1995 wurde der baufällige Kirchturm statisch gesichert, das Gelände von wildgewachsenen Pflanzen befreit und entwässert. Für den Erhalt der Kirche gründete sich 2004 ein Bürgerverein. Die ursprüngliche Zwiebelkuppel musste aus Sicherheitsgründen ersetzt werden. In Folge erhielt die Kirche ein neues Schindeldach. Bis 2011 waren Reparaturkosten in Höhe von 11 Millionen Tschechischen Kronen aufgewendet worden. Nach dem vollständigen Wiederaufbau soll das Gebäude für soziale und kulturelle Zwecke dienen.

## Beschreibung

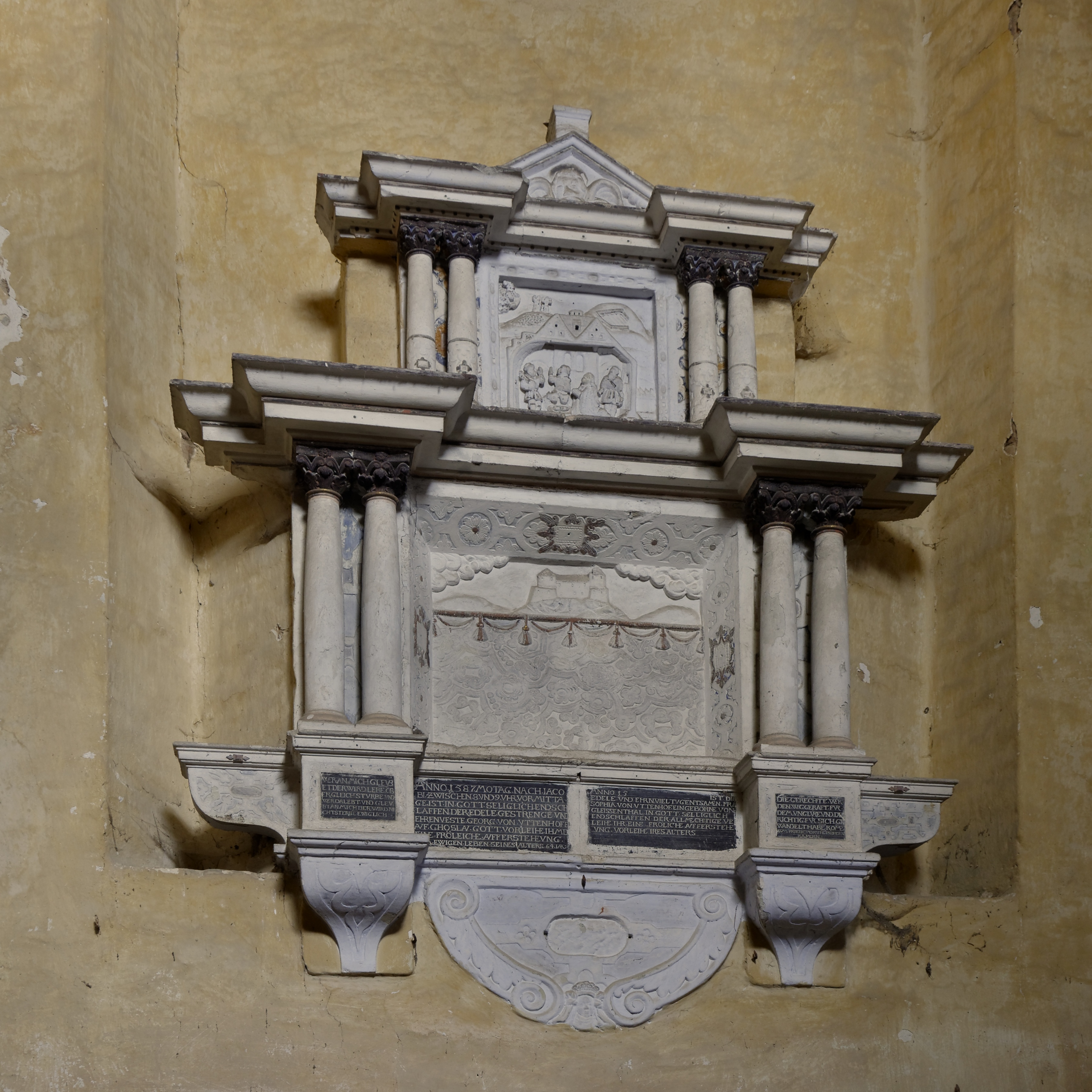
Epitaph

Die einschiffige Kirche besteht aus einem Presbyterium, einem südwestlich am Langhaus angebauten Turm mit achteckigem Aufsatz, einer nördlichen Taufkapelle und Sakristei. Der Chor ist mit einem Kreuzrippengewölbe gewölbt. Seitlich befinden sich der Renaissance-Grabstein von Georg und Heinrich von Uttenhofen. Das durch Diebstahl verloren gegangene Altarblatt der Seitenkapelle, den gekreuzigten Heiland darstellend, war ein Werk des Malers Peter Johann Brandl. Das Sandstein-Epitaph an der Seitenwand trägt die Inschrift:

„ANNO 1587 MOTAG NACH JACOBI ZWISCHEN 8 VND 9 VHR VOR MITTAGE IST IN GOTT SELIGLICH ENDSCHLAFFEN DER EDLE GESTRENGE VND EHRENVESTE GEORG VON VTTENHOFF AVF GHOSLAV GOTT VORLEIHE IHM EINE FRÖHLEICHE AVFERSTEHEVNG... EWIGEN LEBEN SEINES ALTERS 64 IAR
ANNO 15... IST DIE EDLE VND EHRENVIELTVGENTSAMEN FRA SOPHIA VON VTTENHOF EINGEBORNE VON GLEISSENTHAL IN GOTT SELLIGLICH ENDSCHLAFFEN DER ALLMECHTIGE VE LEIHE IHR EINE FRÖLICHE AVFERSTEHEVNG VORLEIHE IRES ALTERS...“

## Pfarrei
Zur Pfarrei gehörten Mitte des 19. Jahrhunderts außer Koßlau die fremden Dörfer Teltsch (Gut Teltsch), Lintsch und Zoboles (Herrschaft Udritsch), Peschkowitz, Schwinau, Miroditz, Pobitz und teilweise Lachowitz (Herrschaft Theusing).